# Mongolia en los Juegos Olímpicos
Mongolia en los Juegos Olímpicos está representada por el Comité Olímpico Nacional de Mongolia, creado en 1956 y reconocido por el Comité Olímpico Internacional en 1962.
Ha participado en 15 ediciones de los Juegos Olímpicos de Verano, su primera presencia tuvo lugar en Tokio 1964. El país ha obtenido un total de 31 medallas en las ediciones de verano: 2 de oro, 12 de plata y 17 de bronce.
En los Juegos Olímpicos de Invierno ha participado en 15 ediciones, siendo Innsbruck 1964 su primera aparición en estos Juegos. El país no ha conseguido ninguna medalla en las ediciones de invierno.

## Medallero

### Por edición
| Evento              | Oro | Plata | Bronce | Total |
| ------------------- | --- | ----- | ------ | ----- |
| Tokio 1964          | 0   | 0     | 0      | 0     |
| México 1968         | 0   | 1     | 3      | 4     |
| Múnich 1972         | 0   | 1     | 0      | 1     |
| Montreal 1976       | 0   | 1     | 0      | 1     |
| Moscú 1980          | 0   | 2     | 2      | 4     |
| Los Ángeles 1984    | –   | –     | –      | –     |
| Seúl 1988           | 0   | 0     | 1      | 1     |
| Barcelona 1992      | 0   | 0     | 2      | 2     |
| Atlanta 1996        | 0   | 0     | 1      | 1     |
| Sídney 2000         | 0   | 0     | 0      | 0     |
| Atenas 2004         | 0   | 0     | 1      | 1     |
| Pekín 2008          | 2   | 2     | 0      | 4     |
| Londres 2012        | 0   | 2     | 3      | 5     |
| Río de Janeiro 2016 | 0   | 1     | 1      | 2     |
| Tokio 2020          | 0   | 1     | 3      | 4     |
| París 2024          | 0   | 1     | 0      | 1     |
| TOTAL               | 2   | 12    | 17     | 31    |

| Evento              | Oro | Plata | Bronce | Total |
| ------------------- | --- | ----- | ------ | ----- |
| Innsbruck 1964      | 0   | 0     | 0      | 0     |
| Grenoble 1968       | 0   | 0     | 0      | 0     |
| Sapporo 1972        | 0   | 0     | 0      | 0     |
| Innsbruck 1976      | –   | –     | –      | –     |
| Lake Placid 1980    | 0   | 0     | 0      | 0     |
| Sarajevo 1984       | 0   | 0     | 0      | 0     |
| Calgary 1988        | 0   | 0     | 0      | 0     |
| Albertville 1992    | 0   | 0     | 0      | 0     |
| Lillehammer 1994    | 0   | 0     | 0      | 0     |
| Nagano 1998         | 0   | 0     | 0      | 0     |
| Salt Lake City 2002 | 0   | 0     | 0      | 0     |
| Turín 2006          | 0   | 0     | 0      | 0     |
| Vancouver 2010      | 0   | 0     | 0      | 0     |
| Sochi 2014          | 0   | 0     | 0      | 0     |
| Pyeongchang 2018    | 0   | 0     | 0      | 0     |
| Pekín 2022          | 0   | 0     | 0      | 0     |
| TOTAL               | 0   | 0     | 0      | 0     |

### Por deporte
Deportes de verano
| Evento | Oro | Plata | Bronce | Total |
| ------ | --- | ----- | ------ | ----- |
| Boxeo  | 1   | 2     | 4      | 7     |
| Judo   | 1   | 5     | 6      | 12    |
| Lucha  | 0   | 4     | 6      | 10    |
| Tiro   | 0   | 1     | 1      | 2     |
| TOTAL  | 2   | 12    | 17     | 31    |